# الفطام الذي يقوده الطفل
الفطام الذي يقوده الأطفال هو نهج لإضافة أطعمة تكميلية إلى نظام الطفل الغذائي من حليب الثدي أو الحليب الصناعي. يسهل الفطام الذي يقوده الطفل تطوير المحركات الفموية وتركز بشدة على وجبة الأسرة، مع الحفاظ على تناول الطعام كتجربة إيجابية وتفاعلية. يسمح نهج الفطام الذاتي للرضع بالتحكم في استهلاكهم للطعام الصلب منذ بداية تجربتهم مع الطعام. يُشير مصطلح "الفطام" إلى إدخال أطعمة أخرى بدلاً من حليب الأم أو الحليب الصناعي، ولا يعني التخلي عن حليب الأم أو الحليب الصناعي.

## خلفية
توصيات الرابطة الأمريكية لأطباء الأطفال الحديثين حاليًا هي أن يتم إرضاع الرضع للستة أشهر الأولى، ثم يتم تدريجيًا إدخال الطعام الصلب بين سن 6 أشهر وعام واحد. ومع ذلك، في كثير من القرن العشرين، كانت يُطلب من الأمهات الالتزام بجدول زمني صارم للرضاعة الطبيعية، محددين الوقت في الرضاعة وتكرار الرضعات. ونتيجة لذلك، كانت لدى العديد من الأمهات إمداد منخفض للحليب (حيث إن حليب الثدي يعتمد على المبدأ "العرض والطلب")، وبالتالي كان أطفالهن "يفشلون في النمو". أصبحت حليب الرضاعة الاصطناعية متزايدة القبول كوسيلة لتكميل أو استبدال حليب الثدي، ولكن كان هناك أيضًا جهودٌ لتقديم "طعام الأطفال" المهروس أو المصفى من سن أصغر مما هو معروف الآن كما هو مرغوب. بحلول الثلاثينات من القرن الماضي، كانت هناك مجموعة متنوعة من المهروسات التجارية المتاحة للشراء، مع شركة غيربر في طليعة المجال.

## نظرة عامة
عملية التغذية الذاتية للرضّع (التسمية المُرتَبِطة بذاتها بـ مايكل بارينتوس) تضع التركيز على استكشاف الطعم والقوام واللون والرائحة، حيث يحدد الطفل وتيرته الخاصة لتناول الطعام، ويختار الأطعمة التي يرغب في التركيز عليها. بدلاً من الطريقة التقليدية لإعطاء الأطعمة المهروسة بالملعقة في فم الطفل، يشارك الطفل في وجبات العائلة ويتعرض لمجموعة من الأطعمة في قطع سهلة الامساك، يمكنه أن يختارها ويكتشفها بحرية. يتم تقديم مجموعة من الأطعمة للرضيع لتوفير نظام غذائي متوازن من حوالي 6 أشهر. في أفضل الحالات، يجب أن تكون هذه هي نفس الأطعمة التي يتناولها بقية العائلة، شريطة أن تكون هذه الأطعمة مناسبة للرضيع.
غالبًا ما يبدأ الرضّع بالتقاط الطعام ولعقه أو مصّه قبل البدء في تناوله. يكون الرضع عادة قادرين على البدء في تناول الطعام بأنفسهم حوالي عمر 6 أشهر، على الرغم من أن البعض قد يكونون جاهزين ويبدأون في الوصول إلى الطعام بمجرد بلوغهم عمر 5 أشهر، وقد ينتظر البعض حتى عمر 7 أو 8 أشهر. الهدف من هذه العملية هو أن تكون مصممة لتناسب الرضيع الفردي وتطويره الشخصي، وأن يتم احترام شهية الرضيع فيما يتعلق بالأطعمة التي يتم اختيارها، وسرعة تناول الطعام، وكمية الطعام التي يتناولها.
المحاولات الأولية للرضع في تناول الطعام بأنفسهم غالبًا ما تؤدي إلى تناول كميات قليلة جدًا من الطعام أثناء استكشاف النكهات والأطعمة بطريقة لعب، ولكن سيبدأ الرضيع قريبًا في ابتلاع وهضم ما يُقدم له. على الرغم من أن الرضاعة الطبيعية هي السابقة المثالية لفترة بدء الطفل في تناول الطعام بناءً على الطريقة الذاتية (حيث تكون قد تعرضت الطفل لنكهات مختلفة من خلال حليب أمه)، إلا أنه من الممكن تمامًا أيضًا تقديم الأطعمة الصلبة لطفل تغذى بالصيغة باستخدام نهج التغذية الذاتية. يمكن للأطفال الذين يتغذون بالصيغة النجاح في نهج التغذية الذاتية.
توفير الطعام المكمل على الطاولة للرضيع يبدأ في تطوير سيطرة قوية على الحركة الفموية للمضغ والابتلاع، بما في ذلك تجانس اللسان وتشكيل الكتلة في النهاية. عندما يضع الرضيع طعامًا في فمه، يجبره رد الفعل التجانس لللسان على نقل لسانه إلى الجانب للمضغ وتذوق الطعام، ويشارك في رد الفعل الفكي المتواتر. من خلال ممارسة مستمرة، يتعلم الرضع كيفية تجانس لسانهم بشكل اختياري والعض - الخطوة الأولى في تطوير نمط المضغ.

## المبادئ الأساسية
تتمثل المبادئ الأساسية لفطام الرضيع الذي يختار بنفسه في:
- من البداية، يُسمح للرضيع باختيار ما يريد تناوله من مجموعة من الأطعمة الغنية بالعناصر الغذائية. يمكن تقديم الأطعمة المرفوضة مرة أخرى في وقت لاحق.
- يُسمح للطفل بتحديد كمية الطعام التي يرغب في تناولها. لا يتم تقديم "تعبئة" في نهاية الوجبة بواسطة ملعقة.
- يتم تقديم الأطعمة بأشكال وأحجام وأنسجة متنوعة لتناسب قدرات الرضيع.
- لا ينبغي الإسراع بالوجبات.
- ينبغي تقديم الوجبات في الأوقات التي يتناول فيها الوالدين الطعام أيضًا، لتعيين المثال والمساعدة في التعلم من خلال تقليد السلوك. يُظهر البحث أنه عندما يتناول الأفراد الأطعمة نفسها التي يتناولها طفلهم/طفلتهم، يكون هناك أقل معارضة للطعام واختيار أقل للأطعمة.[9]
- يتم تقديم رشفات من الماء مع الوجبات، ويُفضل أن تكون في كوب مفتوح تديره الرضيع.
- يحتمل أن تكون الحديد والزنك هما أولى المغذيات المطلوبة، لذا ينبغي أن تتضمن الوجبات الأولية مصادر جيدة لهما، مثل اللحوم والبيض والبقول.
- في البداية، يجب أن تكون الأطعمة لينة. يتم طهي الأطعمة الأكثر صلابة، مثل الخضروات الجذرية، بلطف لتصبح لينة بما يكفي للمضغ باللثة العارية.
- إذا رغب الوالدين، يمكن تقديم أطعمة غير ملائمة للأكل بالأصابع، مثل الشوفان والزبادي، على ملعقة محملة مسبقًا بحيث يتعلم الرضيع الطعام بنفسه بواسطة ملعقة.

## العلاقة بنمو الطفل
ترتبط التغذية الذاتية ارتباطًا وثيقًا بالطريقة التي ينمو بها الأطفال في عامهم الأول، لا سيما في كيفية توافق احتياجاتهم الغذائية مع تطورهم الحركي.

### متطلبات غذائية
وفقًا لتوصيات منظمة الصحة العالمية وعدة سلطات صحية في جميع أنحاء العالم، لا حاجة لإدخال الطعام الصلب في طعام الرضيع حتى بعد ستة أشهر. تعتمد هذه التوجيهات على الأبحاث التي تشير إلى أنه من هذا العمر يبدأ الرضع في الحاجة إلى مزيد من العناصر الغذائية التي لا يمكن توفيرها من خلال حليب الأم أو الصيغة الصناعية وحدها. الفترة من 6 إلى 18-24 شهرًا هي الفترة التي تتزايد فيها مخاطر سوء التغذية في الرضع، وتظل دور حليب الأم أو الصيغة الصناعية هامًا طوال هذه الفترة. من المهم ألا يقلل الآباء من حجم رضاعات الحليب حتى يتناول الرضيع كمية كافية من الطعام الصلب لدعم النمو. يتم متابعة إعطاء الصيغة الصناعية أو الرضاعة الطبيعية بالتزامن مع الأطعمة المكملة وتقديمها دائمًا قبل الطعام الصلب خلال الـ 12 شهرًا الأولى.
عندما يصل معظم الرضع الذين يتطورون بشكل طبيعي إلى سن الستة أشهر، يكون جهاز هضمهم ومهاراتهم الحركية الدقيقة قد تطورت بما يكفي للسماح لهم بتناول الطعام بأنفسهم. يستفيد نهج "الفطام بواسطة الرضاعة الطبيعية" من التقدم التطوري الطبيعي للطفل، سواء فيما يتعلق بعمر بدء الانتقال إلى الأطعمة الصلبة أو بوتيرة هذا الانتقال التدريجي الذي يحدث عندما يكون الرضيع في السيطرة على العملية.

### التطور الحركي
منذ الطفولة، كان النمط الحركي الفموي الوحيد الذي يعرفه الطفل هو التنفس المص والبلع. تسمح طريقة الأكل الانعكاسية هذه للأطفال بالرضاعة منذ الولادة (من الثدي أو الزجاجة) مع حماية مجرى الهواء وتلبية احتياجاتهم الغذائية. تشمل الأنماط الحركية الفموية المطلوبة لتناول المواد الصلبة وابتلاعها تأخر اللسان، وارتفاع اللسان، والمضغ، وعلى عكس تسلسل مص وابتلاع التنفس، يتم تعلم تنسيق هذه الأنماط الحركية الفموية، وليس الانعكاسية، على الرغم من وجود ردود فعل للسماح للطفل للبدء في تطوير هذه الأنماط. عندما يُقدم ملعقة من العصير للرضيع، يكون نمط الحركة الشفوية المتدرَّبة أو المألوفة هو الشفط. تكون العصائر أكثر سماكة من الحليب الصناعي أو حليب الأم، ولكنها لا تتطلب العض. لذا يتم شفطها من ملعقة تُعرض وتتحرك في الفم بطريقة مشابهة للسائل. يُعتبر ذلك عمومًا جزءًا أساسيًا من عملية إدخال الأطعمة الصلبة وخطوة مهمة في اكتساب مهارات العض. على الجانب الآخر، يشير المحترفون الذين لديهم خبرة في الفطام بواسطة الرضاعة الطبيعية إلى أن العض الفعَّال يبدو أنه يظهر في وقتٍ سابق عند الرضع الذين لم يتعرضوا للعصائر. تختلف المهارات المطلوبة للعض كثيرًا عن تلك المطلوبة لتغذية الرضيع بالملعقة، ومعظم الأطفال لا يحتاجون إلى تعلم كيفية الابتلاع. الابتلاع هو رد فعل عميق في الدماغ يكون حاضرًا بحلول الأسبوع ال١٥ من الحمل. وهي مُستَقرَّة تمامًا بحلول ولادة الطفل الكاملة المدى. الأطفال يعلمون بالفعل كيف يبتلعون، ويعتبر من المعتبر أن الأطعمة الأكثر سمكًا مثل العصائر أسهل وأكثر أمانًا للرضع لابتلاعها. على سبيل المثال، يتم وصف الرضع الصغار الذين يعانون من صعوبات في الابتلاع في كثير من الأحيان بنظام غذائي يحتوي على حليب مكثف (بدلاً من شرب الحليب العادي). ، ومع ذلك، تعلم العصائر الطفل نمطًا حركيًا: إدخال الطعام، وتحريكه إلى الوراء، وابتلاعه. لكن تعلم ابتلاع العصائر لا يُعِدّ الرضيع للعض، وهو أمر مشكل حيث يجب على معظم الأطعمة الصلبة أن تُعض بعد دخول الفم ولكن قبل نقلها إلى الوراء.
البحث الحالي يدعم فعلاً أن تأخر تجربة تناول الطعام العرقي يؤدي إلى قبول ضعيف للطعام في السنوات اللاحقة.
من خلال الاستكشاف اللعوب ولمس الطعام، يتعلم الأطفال عن القوام ويكونون قادرين على ممارسة مهارات جديدة في الحركة الفموية دون أي ضغط لتناول الطعام. تسمح طريقة التغذية الذاتية أيضًا للطفل أن يكون هو السيد فيما يتعلق بما يدخل في فمه، وكيف يدخل، ومتى. وبالتالي، يطورون تدريجياً أنماط الحركة الفموية اللازمة للتحكم في التوجيه الناضج، والمضغ، والبلع. يتعلم الطفل بشكل فعّال من خلال مشاهدة وتقليد الآخرين، بينما يساهم تناوله نفس الطعام في نفس الوقت مع بقية العائلة في تجربة إنهاء إيجابية.
التغذية الذاتية تدعم تطوير الطفل في العديد من المجالات الحيوية، مثل تنسيق اليد والعين والبراعة، فضلاً عن المضغ. إنها تشجع الطفل على تحقيق الاستقلال وتوفر في كثير من الأحيان بديلًا خاليًا من التوتر أثناء وجبات الطعام، لكل من الطفل والوالدين. بعض الأطفال يرفضون تناول الصلصال عند تقديمه بملعقة، ولكنهم يتناولون بسرور الطعام بأنفسهم بواسطة الأصابع.
منتجو الطريقة المتكاملة لفطام الرضيع يروجون لاستراتيجيات أخرى تتماشى مع إرشادات السلامة التقليدية لتغذية الأطفال. على سبيل المثال، يُوصَى بأن يكون الأطفال في وضع جالس مستقيم، إما على ركبتي الوالدين أو في كرسي طعام داعم، لجميع تجارب تناول الطعام. يتيح ذلك للطفل إخراج الغلة بسهولة عبر الغثيان، ويقلل من حدوث تحرك عرضي للطعام إلى البلعوم بشكل عرضي. بالإضافة إلى ذلك، من المرجح أن يظهر الطفل الذي يتحكم في جذعه ورأسه ليجلس بشكل مستقل أثناء الوجبة (استقرارٌ قريب) قدرةً منسقة على تحريك اللسان والفك للمضغ.

### رد الفعل المنعكس
عندما يأخذ الرضع الطعام الصلب إلى فمهم بأنفسهم، هم هم الذين يوجهون تجربة الحواس، بدءًا وإيقافًا عندما يشعرون بالراحة والجاهزية. عندما يتحرك الطعام إلى الخلف في الفم محفزًا نهج الاستفراغ، يتم طرد الغلة بأكملها من الفم - شيء لا يمكن تحقيقه مع الطعام المهروس. أيضًا، يتحرك الطعام الصلب ببطء مقارنة بالسائل، وغالبًا ما لا يتم سحبه إلى البلعوم، مما يتيح له الدخول إلى القناة الهوائية أو ابتلاع الغلة. سيثير الطعام الغلة أولاً رد الفعل التقيؤ ويُطرَح قبل أن يصل إلى الممر الهوائي الحلقي. وبالتالي، يستخدم الرضع رد الفعل التقيؤ لتعلم ثلاثة مفاهيم هامة: حدود فمهم، وفك تقليل حدة رد الفعل التقيؤ لديهم، وكيفية حماية ممر الهواء عند ابتلاع الطعام الصلب بمحض إرادتهم. عندما يقترب الأطفال من سن عام واحد، تتحرك رد الفعل المنعكس بعد ذلك، بالقرب من دهليز الحنجرة. يسمح هذا للطعام بالاقتراب من دهليز الحنجرة قبل إحداث هفوة. يُنصح الآباء الذين يتبعون التغذية الذاتية بتجنب «مخاطر الاختناق» الكلاسيكية أو الأطعمة على شكل مجرى الهواء: العنب الكامل، وشرائح النقانق على شكل عملة معدنية، والطماطم الكرزية، وما إلى ذلك.

## البحث العلمي
قليل جدًا من الأبحاث العلمية تم إجراؤها حتى الآن حول فطام الرضع بشكل ذاتي. ومع ذلك، أظهرت دراسة أخرى في عام 2020 قادها خبيرة صحة الأطفال شارلوت إم. رايت من جامعة غلاسكو في اسكتلندا أنه في حين يعمل فطام الرضع بشكل ذاتي لمعظم الأطفال، يمكن أن يؤدي إلى مشاكل تغذوية للأطفال الذين يتطورون ببطء أكثر من غيرهم. خلصت رايت إلى أن "من المزيد من الواقعية تشجيع الرضع على إطعام أنفسهم بطعام صلب خلال وجبات العائلة، ولكن أيضًا إعطائهم مهروس الطعام بالملعقة."
دراسة نشرت في عام 2011 في جامعة نوتنغهام من قبل إيلين تاونسند ونيكولا ج. بيتشفورد تشير إلى أن فطام الرضع بشكل ذاتي قد يؤدي إلى نقص في السمنة في مرحلة الطفولة. تستنتج الكتّاب أن "النتائج تشير إلى أن الرضع الذين تم فطامهم بطريقة ذاتية يتعلمون كيفية ضبط استهلاكهم للطعام بطريقة تؤدي إلى مؤشر كتلة الجسم أقل وتفضيل للأطعمة الصحية مثل الكربوهيدرات". تخلص خبيرة التغذية كاري رابابورت، أيضًا إلى أن الرضيع الذي يمارس فطام النفس ويتعرض لتنوع ثابت في النكهات والقوام والروائح في سن مبكرة أكثر احتمالًا لتطوير اهتمام إيجابي بالطعام. وقد يقلل ذلك من سلوكيات الأكل الانتقائية في الأطفال الرضع والأطفال الصغار.
يقول الباحث جويل فوس، عالم الأعصاب في جامعة نورث وسترن، «خلاصة القول، إذا لم تكن الشخص الذي يتحكم في تعلمك، فلن تتعلم أيضًا». عندما يتحكم شخص بالغ في النشاط، يفقد الحب المتأصل للاستكشاف والاكتشاف. تسمح التغذية الذاتية بالتفاعل الطبيعي والمناسب من الناحية التنموية واللعب مع الطعام، والذي لديه القدرة على تطوير فضول مدى الحياة مع الطعام.
اعتبارًا من يونيو 2019، تم اقتراح أنه يجب إجراء دراسات طويلة الأجل حول تأثيرات التغذية الذاتية على كفاية التغذية وسلامتها بالإضافة إلى الأدلة السابقة على أنها مفيدة في التنظيم الذاتي للتغذية مع انخفاض مخاطر الاختناق.